# Trachome

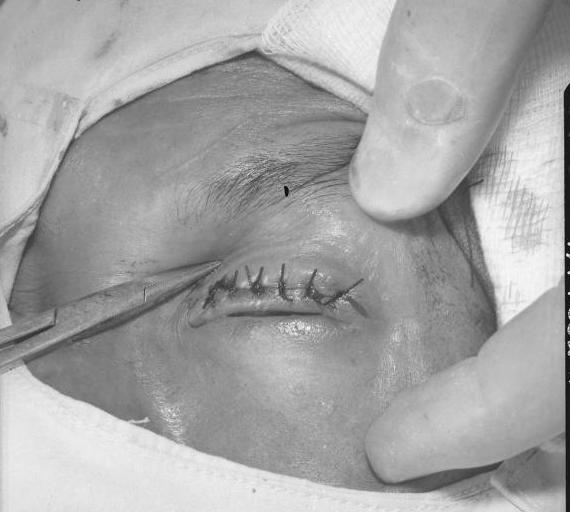
Traitement chirurgical d'un entropion provoqué par un trachome (années 1940).

Le trachome est une infection oculaire bactérienne non spécifique et contagieuse causée par Chlamydia trachomatis. Touchant au départ la paupière, il évolue en l'absence de traitement vers des lésions cornéennes irréversibles pouvant mener à la cécité.
L'Organisation mondiale de la santé (OMS) la classe parmi la liste des 20 maladies tropicales négligées. Des efforts d'élimination du trachome sont entrepris en 1996, avec pour objectif l'élimination de la maladie avant 2020, ensuite reporté à 2030.
En 2022, l'OMS estime que 1,9 million de personnes sont malvoyantes dans le monde à cause du trachome, et que 125 millions de personnes vivent dans une zone à risque. Cette maladie est notamment courante chez les enfants.

## Étymologie
Le terme est dérivé du nouveau latin trāchōma, du grec τράχωμα (trākhōma), dérivé de τραχύς (trākhus), « rugueux ».

## Classification
La classification du trachome est basée sur l’examen clinique. Cette classification simplifiée de l’OMS revêt un intérêt individuel et collectif (conséquences sur la santé publique) : 
- TF : trachome inflammatoire folliculaire (conjonctivite) ;

- TI : trachome inflammatoire intense ;

- TS : trachome cicatriciel ;

- TT : trichiasis trachomateux (frottement des cils sur la cornée) ;

- Co : opacité cornéenne évoluant vers la cécité.

Les TF et TI sont plus fréquents chez les enfants de moins de 5 ans, notamment chez les nourrissons de moins de 1 an, tandis que les formes plus évoluées de la maladie se rencontrent plus souvent chez les adultes plus âgés.

## Traitement
Les antibiotiques sont efficaces pour traiter l'infection, en particulier l'azithromycine. La chirurgie permet d'éviter et de réduire les dommages à la vision.

## Élimination
Les programmes d'élimination du trachome sont inspirés de la stratégie « CHANCE » recommandée par l'OMS. Cette stratégie repose sur quatre points :
- la chirurgie ;
- les antibiotiques, dont l'azithromycine, pour traiter les infections ainsi qu'en administration massive et préventive ;
- le nettoyage du visage ;
- l'amélioration de l'accès à l'eau et l'assainissement.

Cet acronyme dérive de la stratégie SAFE (surgery, antibiotics, facial cleanliness, environmental improvement). L'efficacité des mesures non antibiotiques doit être soulignée. Le trachome a disparu d'Europe occidentale et d'Amérique du Nord grâce à des mesures d’hygiène individuelle et collective grâce aux progrès de type socio-économiques et ceci avant l'utilisation de masse des antibiotiques. Cependant, le trachome ne semble pas disparaître de lui-même dans les foyers à prévalence élevée. L'intervention des antibiotiques est donc indispensable pour obtenir et accélérer la réduction de la prévalence du trachome.
La stratégie de lutte repose donc sur :  
- la prévention primaire : hygiène,
- la prévention secondaire : traitement antibiotique,
- la prévention tertiaire : traitement chirurgical des séquelles palpébrales.

Le programme de lutte contre le trachome est piloté par l’organisation ITI (International Trachome Initiative) qui fait appel à l’aide internationale et à la donation, par les laboratoires Pfizer, d’azithromycine orale qui est le médicament de choix pour le programme CHANCE.
L'azithromycine orale a transformé les possibilités thérapeutiques grâce à sa haute efficacité, son accumulation intracellulaire et sa longue demi-vie tissulaire. Une simple dose orale d'azithromycine est efficace à 92-98 % pour éliminer Chlamydia trachomatis chez un sujet infecté (traitement minute). Le traitement est simple : azithromycine par voie orale en prise unique, à la dose de 20 mg/kg, au moment du diagnostic et à 12 mois. Bien que le traitement oral soit efficace, l'OMS a recommandé le développement d'une forme collyre d'azithromycine à 15 mg/kg notamment pour limiter l'émergence de résistances dues à un traitement de masse par l'antibiothérapie générale et pour traiter les enfants qui ont une forme modérée de la maladie et les sujets contacts. Le traitement est prescrit à la dose de 1 goutte 2 fois par jour pendant 3 jours selon la posologie « one, two, three ». L'azithromycine collyre pourrait remplacer la pommade à l'auréomycine à 1 % destinée aux enfants de moins d'un an et aux femmes enceintes. Le traitement par azithromycine orale, qui interrompt la durée de l’infection, ne permet toutefois pas le développement de l’immunité, d’où le risque de réinfections.
À ce traitement médical doit être associée une correction chirurgicale des cicatrices palpébrales pour prévenir ou traiter les séquelles invalidantes.
La meilleure technique chirurgicale  utilisée est la rotation bi-lamellaire du tarse. Le taux de récidives du trichiasis est élevé et l'opacification de la cornée peut progresser en dépit d'un traitement chirurgical réussi du TT, d'où l'intérêt d'un traitement antibiotique précoce au stade de trachome folliculaire.
Les composantes A, N et CE sont recommandées pour la population dans les districts dans lesquels la prévalence de l’inflammation trachomateuse (TF), signe de trachome évolutif, est ≥ 5 % chez les enfants de 1 à 9 ans. Il convient alors d’offrir à tous les habitants une antibiothérapie annuelle. Les critères d’élimination du trachome en tant que problème de santé publique sont les suivants : une prévalence < 0,2 % des cas de TT « inconnus du système de santé » parmi les sujets de ≥ 15 ans, une prévalence de < 5 % des TF pour les enfants de 1 à 9 ans dans chaque district où la maladie était auparavant endémique, des preuves que le système de santé peut continuer à identifier et à prendre en charge les cas incidents de TT.
L’éradication du trachome dans les PED nécessite une volonté politique de lutte globale. Celle-ci repose sur : 
- l’intégration des programmes nationaux de lutte contre le trachome à d’autres programmes de santé,
- le développement rural (accès à l’eau),
- la diminution du taux de pauvreté,
- l’amélioration des infrastructures sanitaires.

## Épidémiologie et situation mondiale actuelle

Carte du nombre d’années de vie perdues en raison du trachome pour 100000 habitants en 2021 :
pas de données
0
0.01-0.5
0.5-1
1-2
2-3
3-4
4-5
5-20
plus de 20

L'OMS vise l'élimination des infections oculaires à Chlamydia trachomatis d'ici 2030.
Au 5 octobre 2022, l’élimination du trachome en tant que problème de santé publique a été validée par l’OMS dans 15 pays (Arabie saoudite, Cambodge, Chine, Gambie, Ghana, Malawi, Maroc, Mexique, Myanmar, Népal, Oman, Laos, Iran, Togo et Vanuatu).
Trois autres pays (Burundi, Iraq, Tunisie) ont indiqué avoir atteint les cibles de prévalence définies pour l’élimination. Le nombre de pays qui indiquaient que le trachome était un problème de santé publique était de 44.
Au total, 145,6 millions de personnes vivaient dans les 1 224 districts, où la prévalence de la TF parmi les enfants de 1 à 9 ans était ≥ 5 % à un moment de l’année 2021 et répondaient aux critères pour la mise en œuvre des composantes A, N et CE de la stratégie CHANCE aux fins de l’élimination du trachome. Parmi elles, 86 % (124,7 millions) vivaient dans la Région africaine, dont 49 % (71,8 millions) en Éthiopie. Dans la Région européenne et dans la Région de l’Asie du Sud-Est, aucun district n’a été identifié comme nécessitant une mise en œuvre des composantes A, N et CE de la stratégie CHANCE. Au 1er juin 2022, 125,0 millions de personnes vivaient dans des districts où la prévalence de la TF était ≥ 5 %, soit une réduction de 8 % par rapport aux 136,2 millions de personnes au 21 juin 2021.
En 2021, 69 266 personnes ont été prises en charge pour un TT dans le monde, soit une hausse de 65 % par rapport aux 42 045 personnes prise en charge en 2020. Environ 67 % des traitements chirurgicaux du TT ont eu lieu en Éthiopie Au total, 64,6 millions de personnes ont reçu des antibiotiques en 2021 aux fins de l’élimination du trachome contre 32,8 millions en 2020. Ceci représente 44 % des 145,6 millions de personnes qui vivent dans des districts où un traitement antibiotique est indiqué aux fins d’élimination du trachome.